# Теракт в эд-Дальва (2014)

Расположение Восточной провинции

Теракт в деревне эд-Дальва (мухафаза эль-Хаса, Восточная провинция) произошёл 3 ноября 2014 в 21:35 по местному времени. К шиитской хуссейнии Мустафы подъехал автомобиль, из которого открыли огонь из огнестрельного оружия 3 боевика Исламского государства. В результате теракта погибло 8 шиитов, десятки людей были ранены. События происходили в десятый день мухаррама в день Ашура, когда шииты оплакивают гибель имама Хусейна в годовщину его гибели. Генерал-майор МВД КСА Мансур ат-Турки заявил, что за теракт ответственно Исламское государство и удалось найти исполнителя теракта Марвана аз-Зафра. 6 ноября состоялись похороны жертв, которые посетили 250 тысяч человек. В качестве реакции на теракт министр культуры и СМИ Абдулазиз Худжа запретил вещание салафитского телеканала Wesal TV и закрыл его офис в эр-Рияде. 77 человек (73 саудита, 4 иностранца) были арестованы за связи с ИГ. Часть саудовских СМИ обвинили, что в насилии виновата риторика ненависти к шиитам со стороны клира.